# Kayentasuchus
Kayentasuchus is een geslacht van uitgestorven Sphenosuchia, een soort basale crocodylomorf, de clade die de krokodilachtigen en hun naaste verwanten omvat. Het is bekend van een enkel fossiel skelet gevonden in rotsen van de Kayentaformatie van het Vroeg-Jura (Sinemurien-Pliensbachien) in het noordoosten van Arizona.

## Geschiedenis en beschrijving
Kayentasuchus is gebaseerd op het fragmentarische skelet UCMP 131830, dat al vele jaren bekend was als de 'Kayenta-vorm' voordat het werd beschreven. Het werd in 1983 gevonden door James M. Clark. De locatie was in Willow Springs, vijftig kilometer ten noordoosten van Flagstaff. Het exemplaar werd gevonden in zandsteen afgezet in een rivierbedding ongeveer halverwege de formatie, in de 'silty facies'. Exemplaren van de schildpad Kayentachelys, de dinosauriër Scutellosaurus en leden van de Tritylodontidae werden enkele meters eronder in de directe omgeving gevonden.
Kayentasuchus werd in 2002 benoemd door Clark en Hans-Dieter Sues. De typesoort is Kayentasuchus walkeri ter nagedachtenis aan de bekende paleontoloog Alick Walker. De meeste delen van het skelet zijn vertegenwoordigd, maar zijn fragmentarisch, en alleen de schedel, onderkaak, bekken, dijbeen en benige schubben kregen een gedetailleerde beschrijving. Kayentasuchus had een lange, smalle snuit en een afgeplat schedeldak aan de achterkant van de schedel zoals bij meer afgeleide krokodilachtigen. De onderkaak was slank aan de punt en naar boven gebogen. De tanden waren bijna conisch, maar hadden duidelijke niet-gekartelde voorste en achterste snijranden. Elke kant van de punt van de bovenkaak had vier tanden, terwijl het bovenkaaksbeen (hoofdtanddragend bot van de bovenkaak) en dentarium (tanddragend bot van de onderkaak) er elk twaalf of dertien hadden. De dijbeenderen waren slank en er waren beenplaten op zowel de rug als de buik. De beenplaten op het bovenoppervlak waren gerangschikt in twee rijen over de lengte van het dier. Clark en Sues voerden een fylogenetische analyse uit en ontdekten dat Kayentasuchus in een polychotomie stond, samen met verschillende andere Sphenosuchia, evenmin dichter bij de echte krokodillen dan bij Sphenosuchus.